# Brachaluteres
 Brachaluteres es un género de peces de la familia Monacanthidae en el orden de los Tetraodontiformes.

## Especies
Las especies de este género son:
- Brachaluteres jacksonianus (Quoy & Gaimard, 1824)
- Brachaluteres taylori Woods, 1966
- Brachaluteres ulvarum Jordan & Fowler, 1902